# Maladera castanea
Maladera castanea är en skalbaggsart som beskrevs av Gilbert John Arrow 1913. Maladera castanea ingår i släktet Maladera och familjen Melolonthidae. Inga underarter finns listade i Catalogue of Life.